# Bleistreifen von Santa Marinella

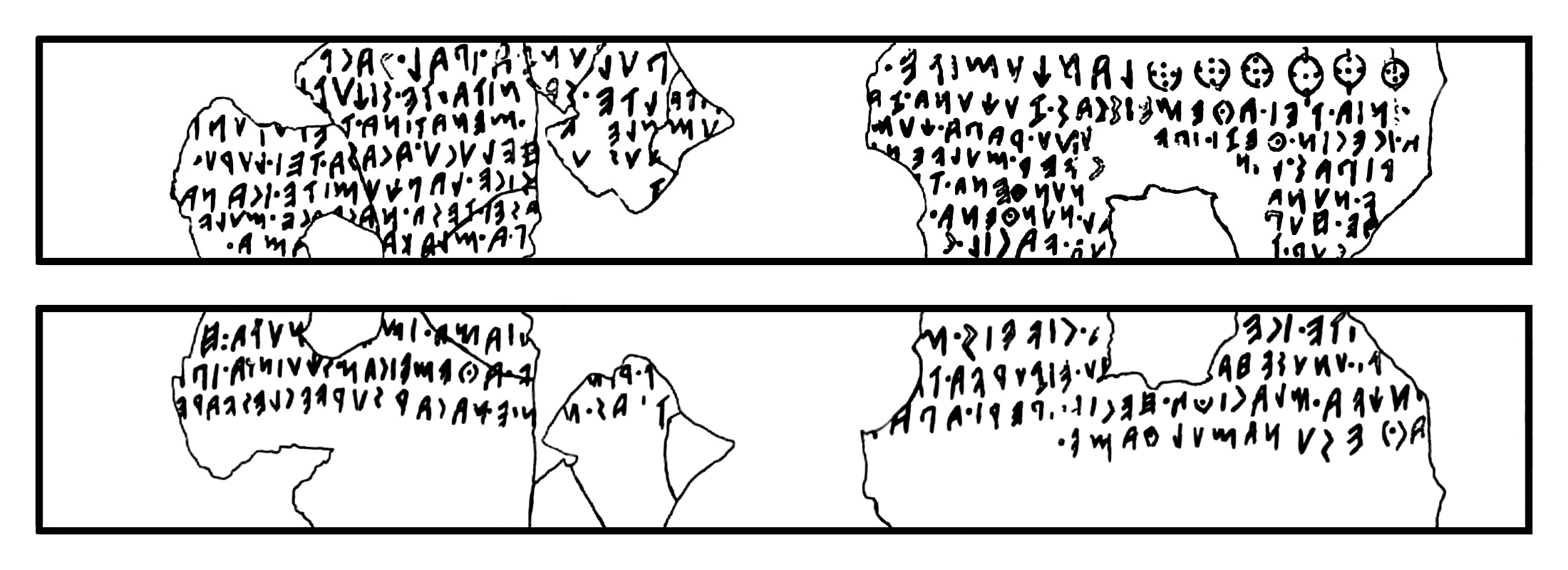
Bleistreifen von Santa Marinella – Vorder- und Rückseite mit den mutmaßlichen Positionen der verbliebenen Bruchstücke

Der Bleistreifen von Santa Marinella (italienisch Lamina plumbea di Santa Marinella) ist ein etruskisches Schriftdenkmal aus dem späten 6. oder frühen 5. Jahrhundert v. Chr. Die Fragmente des Bleistreifens befinden sich heute im Museo Nazionale Etrusco di Villa Giulia in Rom. Die Inschrift auf dem Bleistreifen zählt zu den längsten bisher gefundenen Texten in etruskischer Schrift.

## Beschreibung
Der Bleistreifen stammte aus der Zeit zwischen 520 und 480 v. Chr. und war etwa 2,7 cm breit. Die ursprüngliche Länge des Bleistreifens ist unbekannt, da die Enden auf beiden Seiten und der Mittelteil fehlen. Das größte verbliebene Fragment ist 6,9 cm lang, 2,7 cm breit und 1 mm dick. Die anderen Bruchstücke lassen sich zu einem Block zusammenfügen, der 6,6 cm lang ist. Der Bleistreifen war auf beiden Seiten beschrieben, wobei die Buchstaben zum Ende hin kleiner werden. In der ersten Zeile beträgt die Schriftgröße 3 mm, in den nachfolgenden Zeilen höchstens 2 mm.
Die Größe der Inschrift sowie das Fehlen von Löchern in den Bleistreifen sprechen gegen einen öffentlich angeschlagenen Text. Die Miniaturinschrift ist überaus sorgfältig ausgeführt und lässt vermuten, dass der Inhalt nur für Eingeweihte oder für eine Gottheit selbst lesbar sein sollte. Daher könnte es sich um die Niederschrift eines Rituals, eines Opfergelübdes oder eines Orakelspruchs handeln.
Man darf aufgrund der Art der Beschädigung annehmen, dass die Bleitafel willkürlich zerstört worden ist. Dabei könnte sie eventuell von einem priesterlichen Beamten in der Mitte durchgebrochen worden sein, wobei die Tafel durch den erforderlichen hohen Druck teilweise zersplitterte. Somit konnten Unbefugte keine Kenntnis vom Inhalt der Tafel erlangen. Vielleicht galt der Bleistreifen als Eigentum einer Gottheit und wurde deshalb nicht wieder eingeschmolzen, sondern in einen Opferschacht (lat. favissa) geworfen.

## Inschrift
Der heute noch vorhandene Text umfasst etwa 80 Wörter, von denen 40 vollständig lesbar sind. Die anderen Wörter sind unvollständig, nur ihr Anfang oder Ende ist zu erkennen. Die einzelnen Wörter sind meistens durch einen Punkt voneinander getrennt, was zu dieser Zeit ungewöhnlich war. In Inschriften aus dem 6. Jahrhundert v. Chr. wurden meistens zwei oder drei Punkte als Trennzeichen verwendet. Die Inschrift ist bis auf Unklarheiten bei wenigen Buchstaben vollständig entziffert, allerdings kennt man bis heute nicht die Bedeutung der meisten Wörter.
| Fragment B | Fragment A |

Entsprechend den etruskischen Schreibgewohnheiten ist die Inschrift von rechts nach links mit spiegelverkehrten Buchstaben verfasst. Die beiden Fragmente sind miteinander zeilenweise zu lesen. Der Text beginnt also in Fragment A und führt in jeder Zeile zu Fragment B. Der Anfang, das Ende und der Mittelteil jeder Zeile sind nicht erhalten.
| Fragment A 1. MMMCCC LANCHUMITE • 2. [–]INIA • TEI • ATHEMEIŚCAŚ • ZUCHUNA • ZA[–] 3. [–]A • ICECIN • THEZI • IPE[–] UNU • RAPA • CHUM[–] 4. [–]UT IPAS • RINU[–] CVER • MULVENI[–] 5. [–]AV • NUNA[–] NUNTHENA • TE[–] 6. [–]THE • HUN[–] L • NUNTHENA [–] 7. [–]SUR • T[–]NA • VACIL • C[–] 8. [–]ITE • ICEC[–]A • CIVEIS • M[–] 9. [–]NI • UNUŚE HA[–]U • EIZURVA • TA[–] 10. [–]NCHVA • MLACITHA • HECIA • IPERI • APA[–] 11. [–]ATHESU NAMULTH AME • | Fragment B 1. [–] PULUNZA • IPAL • ŚACN[–] 2. [–]ITALTE • ŚACNITALTE • ŚICHUT[–] 3. [–]UMNLEŚ[–] • MENATINA • TEI • UMNI[–] 4. [–]U[–]U[–]HELUCU • ACASA • TEI • LURUR[–] 5. [–]TE[–]CICE • LANCHUMITE • ICANA • [–] 6. [–]ASEI • TESA • NACN[–]CE • MULVE[–] 7. [–]PA • MLAKA[–]AMA • [–] 8. [–]ZI • AMA • IM[–]NUTA • H[–] 9. [–]T • RINU[–]V • ATHEMEICAN • SCHUINIA • IPA[–] 10. [–]ZRAS • N[–]NIE • NACARSURVECLES VARE[–] |

Die Symbole in der ersten Zeile stellen wahrscheinlich etruskische Zahlzeichen dar. Die ersten drei könnten für 1000 stehen, die nachfolgenden drei für 100. Vielleicht handelt es sich um eine magische Formel. Das nachfolgende LANCHUMITE, das in Zeile 5 wiederkehrt, stellt wahrscheinlich ein Epitheton, einen Beinamen einer Gottheit, dar. LANCHUMITE könnte mit dem griechischen Wort für Lanze (λόγχη, lat. lancea) in Verbindung stehen. Die etruskische Göttin Menrva (lat. Minerva) wurde häufig mit Lanze dargestellt. Vielleicht wird sie hier als Lanzengöttin angerufen. Das nachfolgende IPAL könnte die Genitiv-Form von IPA, wer, was, wo sein.
ŚACNITALTE in Zeile 2 hat vermutlich denselben Wortstamm wie SACNI, Heiligtum. Der Wortstamm SAC bezeichnet eine sakrale Handlung oder Gegebenheit. ŚACN in Zeile 1 und ITALTE in Zeile 2 könnte man jeweils zu ŚACNITALTE ergänzen, so dass der Text durch diese Wortwiederholungen einen formelhaften Charakter erhält. Auch das Wort NUNTHENA, dessen Bedeutung unbekannt ist, aus Zeile 5 wiederholt sich in Zeile 6. 
In Zeile 4 bedeutet CVER mit großer Sicherheit Votivgabe. Das nachfolgende MULVENI könnte denselben Wortstamm aufweisen wie MULUVENICE, er hat gegeben. MULVE aus Zeile 6 könnte man wieder zu MULVENI ergänzen. NUNA in Zeile 5 steht für Weihegeschenk. Damit wird in der Inschrift auf eine Gabe Bezug genommen, die vielleicht aufgrund eines Gelübdes als symbolisches Opfer einer überirdischen Macht dargebracht wurde oder werden soll.
VACIL in Zeile 7 steht für Ritual, insbesondere Trankopfer. Weitere Wörter lassen sich aus bereits übersetzten Inschriften oder mit Hilfe der kombinatorische Methode nicht zweifelsfrei erschließen. Einige Wörter wie THEZI, NUNTHENA, RAPA, ACASA und MULVENI finden sich auch auf der Agramer Mumienbinde und der Tabula Capuana. Die Bedeutung des Textes liegt heute weniger im kaum verstandenen Inhalt, sondern vielmehr in den zahlreichen neuen grammatischen Formen etruskischer Wörter.

## Forschungsgeschichte

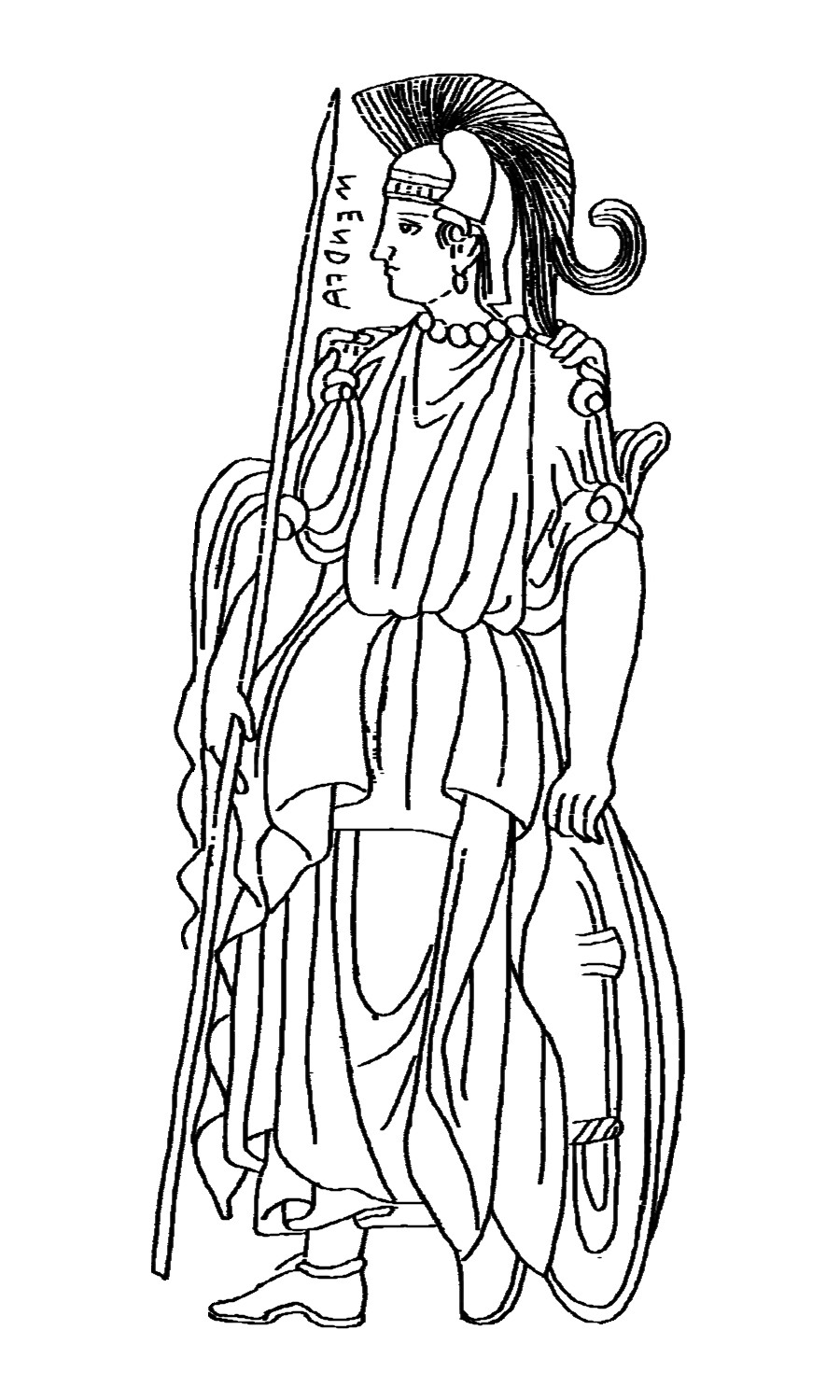
Die Göttin Menrva mit Helm, Schild und Lanze auf einem Bronzespiegel aus dem 4. Jahrhundert v. Chr.

Der Bleistreifen wurde 1964 oder 1965 bei der Ausgrabung des Heiligtums von Punta della Vipera gefunden. Die Grabungen wurden von Mario Torelli geleitet. Das Heiligtum war der etruskischen Göttin Menrva geweiht und befand sich bei der Ortschaft Santa Marinella. Dort lag in der Antike der Hafen Punicum, der wahrscheinlich auf eine Gründung der Etrusker zurückgeht. Die nächstliegende bedeutende Etruskerstadt war Caisra, das heutige Cerveteri. Punicum dürfte neben Pyrgi und Alsium der dritte Hafen von Caisra gewesen sein.
Der Tempel besaß einen quadratischen Grundriss mit einer Seitenlänge von 8 m und bestand wahrscheinlich nur aus einer Cella mit Säulen auf der Vorderseite. Er wurde im 4. Jahrhundert v. Chr. zerstört und wieder aufgebaut. Im 3. Jahrhundert v. Chr. erfolgte eine Umgestaltung und am Ende des 1. Jahrhunderts v. Chr. wurde der Tempel endgültig zerstört. Die Fragmente des Bleistreifens fand man in einem zum Heiligtum gehörenden Schacht.
Mario Torelli veröffentlichte 1966 eine Fundbeschreibung in der Archeologia Classica. Massimo Pallottino fügte eine kurze linguistische Anmerkung hinzu, in der er die Wörter des Textes mit den bereits bekannten etruskischen Wortwurzeln verglich. Mauro Cristofani veröffentlichte 1967 seine Entzifferung der Inschrift in den Studi Etruschi. Ambros Josef Pfiffig legte 1968 eine verbesserte Entzifferung und eine Interpretation des Textes vor. Weitere Ergänzungen lieferte Karl Olzscha in seinem Etruskischen Literaturbericht von 1969, der in der Zeitschrift Glotta abgedruckt wurde. Seit dieser Zeit wurden keine allgemein anerkannten Fortschritte erzielt, was die Bedeutung der einzelnen Wörter oder des ganzen Textes anbelangt.